# 7704 Dellen
7704 Dellen este un asteroid din centura principală de asteroizi.

## Descriere
7704 Dellen este un asteroid din centura principală de asteroizi. A fost descoperit pe 1 martie 1992 la Observatorul La Silla în cadrul programului UESAC. El prezintă o orbită caracterizată de o semiaxă mare de 2,66 ua, o excentricitate de 0,06 și o înclinație de 6,7° în raport cu ecliptica.